# 히키미정
히키미정(匹見町)은 시마네현 미노군의 옛 정이다.
구 마리미 정역은 폭설 지대 대책 특별 조치법에 근거한 폭설 지대로서는 일본 최서단에 위치한다. 그러나 1960년대 이후부터 과소가 진행되고 있어 '과소 발상지'로도 알려져 있다

## 역사
- 1955년 2월 1일 - 미치카와촌, 히키미카미촌, 히키미시모촌이 합병해 히키미촌이 성립하였다.
- 1956년 4월 1일 - 히키미촌이 정으로 승격해 히키미정이 되었다.
- 1963년 1월 - 삼팔폭설이 발생해 다수 피해를 입었다.
- 2004년 11월 1일 - 마스다시에 편입되었다. 동일 히키미정은 폐지되었다.

## 교통

### 도로
- 국도 제191호선 (일본)(일본어판)
- 국도 제488호선 (일본)(일본어판)